# Cytherelloidea sarsi
Cytherelloidea sarsi is een mosselkreeftjessoort uit de familie van de Cytherellidae. De wetenschappelijke naam van de soort is voor het eerst geldig gepubliceerd in 1960 door Puri.